# Прва пролетерска ударна бригада
Прва пролетерска народно-ослободилачка ударна бригада је формирана 21. децембра 1941. године у Рудом. Одлуку о формирању бригаде донео је Централни комитет КПЈ, а формирао ју је Врховни командант НОВ и ПОЈ Јосип Броз Тито.
На дан формирања имала је шест батаљона (четири из Србије и два из Црне Горе) укупне јачине 1.200 бораца.
Први командант бригаде био је Коча Поповић, народни херој, а политички комесар Филип Кљајић Фића, народни херој.
Прва борба бригаде, код села Гаочића и Миоча, 22. децембра 1941. године славила се као Дан Југословенске народне армије.
Прва пролетерска ударна бригада је на свом ратном путу прешла више од 20.000 километара. У њеним борбама борило се више од 22.000 људи из целе Југославије. Имала је више од 7.500 погинулих, рањених и несталих бораца, а избацила је из строја више хиљада непријатељских војника. Дала је више од 3.000 руководилаца и 83 народна хероја.
Одликована је Орденом народног ослобођења, Орденом партизанске звезде, Орденом братства и јединства и Орденом заслуга за народ. Поводом петнаестогодишњице битке на Сутјесци, јуна 1958. године, одликована је и Орденом народног хероја.

## Борбени пут Прве пролетерске
Крајем децембра 1941. године, Прва пролетерска бригада је заједно са Врховним штабом, прешла у источну Босну. У току Друге непријатељске офанзиве, од 17. до 23. јануара 1942. године водила је више борби: на Пјеновцу, код Рогатице, Вареша, Хан Пијеска и Бијелих Вода. Главнина бригаде је извела марш преко планине Игман, при температури од -32 степена. После завршетка Друге офанзиве, поново предузима значајне подухвате у источној Босни.
У Трећој непријатељској офанзиви заједно са Другом пролетерском бригадом, дејствовала је у источној Босни, Црној Гори, Херцеговини и у тешким борбама (Поља Колашинска, Дурмитор, Херцеговина) знатно помогла успешно повлачење партизанских снага у рејон Тромеђе.

### Поход у Босанску крајину
У саставу Ударне групе пролетерских бригада пошла је, 24. јуна 1942. године, у поход на Босанску крајину. У походу је учествовала у борбама на прузи Сарајево-Мостар и рушењу ове саобраћајнице, ослобођењу Коњица (8. августа 1942), затим у борбама око Бугојна, Дувна и Шујице, за ослобођење Ливна и другим подухватима. Водила је више борби у надирању према Имотском и ослободила неколико места. Седмог октобра 1942. године учествовала је у ослобођењу Кључа, а до краја октобра ангажована је у борбама са четницима и италијанским снагама око Босанског Грахова.
У састав Прве пролетерске дивизије ушла је 1. новембра 1942. године, а седам дана касније у Босанском Петровцу од Врховног команданта НОВ и ПОЈ Јосипа Броза Тита добила је пролетерску заставу. У складу са планом Врховног команданта о продору снага НОВЈ у централну Босну, новембра и децембра 1942. и јануара 1943]]. године извела је више подухвата у долини Врбаса и централној Босни; у ноћи [[19. новембар|19/20. новембра уништила је јако непријатељско упориште Ситницу; у ноћи 25/26. новембра учествовала је у ослобођењу Јајца; у току децембра је ослободила Скендер-Вакуф и Котор-Варош и подручје Јошавке; у току јануара делом својих снага учествује у ослобођењу Теслића; у ноћи 15/16. јануара ослободила је Прњавор. Успеси код Теслића и Прњавора били су велики: убијено је и рањено неколико стотина, а заробљено 2.000 непријатељских војника и заплењена велика количина ратног материјала.

### Битка на Неретви
У Четвртој непријатељској офанзиви, у шестодневном маршу, пребацила се са сектора Бање Луке, преко Шипрага, Бојске, Горњег Вакуфа, на железничку пругу Сарајево-Мостар, па је у ноћи 17/18. фебруара ликвидирала посаде непријатеља на одсеку Раштелица-Брђани и после тога водила тешке борбе на Иван-седлу и Брадини и делом снага учествовала у нападу на Коњиц. Учествовала је и у познатом против удару снага НОВЈ код Горњег Вакуфа, од 3. до 5. марта 1943]]. године, а потом затварала правац Горњи Вакуф-Прозор.
После форсирања Неретве у наступању Главне оперативне групе НОВЈ на исток, бригада прва наступа општим правцем: Глатичево, рејон Калиновика, Устиколина. Од [[15. март|15. до 17. марта разбила је четничке снаге код Главатичева и на Липета планини, а у ноћи 22/23. марта водила је тешке борбе са четницима код Калиновика. У овим борбама четници су претрпели неколико тешких пораза, а бригада је похваљена од Врховног команда. Крајем марта избила је на Дрину код Устиколине. Прво је покушала да реку форсира из покрета, а пошто није успела, после припрема, форсирање је итвршила у ноћи 8/9. априла 1943. године. Водила је жестоке борбе за Капак и Крчино брдо. У борби код Ифсара (10. и 11. априла) учествовала је у разбијању знатних делова италијанске дивизије „Тауринензе”. Овим борбама омогућен је продор Главне оперативне групе Врховног штаба преко Дрине у Санџак. Крајем априла водила је жестоке борбе код Горажда са 369. немачком дивизијом.

### Битка на Сутјесци
У бици на Сутјесци првих дана води борбе са Првом немачком брдском дивизијом на сектору Бијело Поље, Мојковац, Шаховићи. Са овог сектора пребачена је на сектор Челебића, ради заштите Централне болнице и затварања правца Фоча-Челебић. После седмодневног марша, 21. маја код Челебића је из покрета напала и разбила 13. домобранску пуковију. Од тада до 24. маја на овом сектору, заједно са другим јединицама, водила је огорчене борбе. Учествовала је 24. и 25. маја у неуспелом покушају пробоја југоисточно од Фоче. До 6. јуна водила је борбе у долини Сутјеске, а 8. јуна је избила на Зеленгору. Јуришем на Балиновцу, 10. јуна 1943. године, бригада је пробила непријатељски обруч на Зеленгори, а два дана касније пробила је нови обруч на комуникацији Калиновик-Фоча. У противофанзиви Главне оперативне групе у источној Босни у јулу и августу водила је више борби (Власеница, Дрињача, Зворник и на прузи Сарајево-Зеница). У септембру дејствује у Далмацији, а у октобру и новембру на ширем подручју Травника.

### Завршне операције
У зиму 1943/1944. године и у пролеће 1944. године дејствује око Јајца, Мркоњић града и Герзова. У дрварској операцији води жестоке борбе на правцу Мркоњић град-Млиниште и Млиниште-Гламоч. Из западне Босне креће за Санџак, а на том путу водила је борбе на планинама Враници, Зецу, Битовњи и код Трнова. У августу 1944. године учествује у борбама у Санџаку, а 23. августа почео је њен продор у Србију. Водила је тешке борбе са Бугарским снагама на Палисаду и са јаким четничким снагама на Јеловој гори, код Карана, Косјерића и Варде, за ослобођење Бајине Баште и Ваљева (септембра) и Уба (октобра). У Београдској операцији истакла се у многим борбама. Од децембра 1944. до априла 1945. године дејствује на Сремском фронту. Учествује у пробоју Сремског фронта 12. априла 1945. године и учествује у више подухвата у Срему, Славонији и све до Загреба. Последњу борбу водила је за ослобођење Загреба, у који улази 9. маја 1945. године.

## Састав Прве пролетерске бригаде

### Први (црногорски) батаљон
- командант Перо Ћетковић, народни херој
- политички комесар Јово Капичић, народни херој
- јачина: три чете — 159 бораца, од тога 94 борца из Ловћенског, 55 из Комског и 10 из Црногорско-санџачког НОП одреда.
- Прва чета — јачина 56 бораца, командир Гајо Војводић, политички комесар Ђоко Вукићевић, народни херој
- Друга чета — јачина 35 бораца, командир Саво Бурић, народни херој, политички комесар Јово Поповић
- Трећа чета — јачина 59 бораца, командир Секула Вукићевић, политички комесар Александар Марјановић Леко

### Други (црногорски) батаљон
- командант Радован Вукановић, народни херој
- политички комесар Мојсије Митровић
- јачина: три чете — 189 бораца. Прву и другу чету Другог црногорског батаљона, сачињавали су борци батаљона „18. октобар”, са територије подгоричког среза, а трећу чету борци НОП одреда „Бијели Павле”.
- Прва чета — јачина 64 борца, командир Божо Божовић, народни херој, политички комесар Вуксан Љумовић
- Друга чета — јачина 67 бораца, командир Блажо Ивановић, политички комесар Спасо Божовић
- Трећа чета — јачина 54 борца, командир Мирко Шћепановић, политички комесар Милош Бобичић, народни херој

### Трећи (крагујевачки) батаљон
- командант Радисав Раја Недељковић, народни херој
- политички комесар Сава Радојчић Феђа
- јачина: три чете — 241 борац. Трећи крагујевачки батаљон сачињавали су борци из три батаљона Крагујевачког НОП одреда.
- Прва чета — јачина 65 бораца, командир Милован Ивковић, политички комесар Тихомир Јањић
- Друга чета — јачина 85 бораца, командир Момчило Мома Станојловић, народни херој, политички комесар Мирко Миљевић
- Трећа чета — јачина 77 бораца, командир Миодраг Стевић Прња, политички комесар Миодраг Филиповић Фића Пекар

### Четврти (краљевачки) батаљон
- командант Павле Јакшић, народни херој
- политички комесар Миро Драгишић Пипер
- јачина: четири чете — 207 бораца. Четврти краљевачки батаљон сачињавали су борци Краљевачког и Копаоничког НОП одреда.
- Прва чета — јачина 53 бораца, командир Милан Антончић Велебит, народни херој, политички комесар Олга Јовичић Рита, народни херој
- Друга чета — јачина 50 бораца, командир чете Новак Ђоковић, политички комесар чете Душан Ристић
- Трећа (крушевичка) чета — јачина 32 борца, командир Живан Маричић, народни херој, политички комесар Момчило Дугалић, народни херој
- Четврта (рударска) чета — јачина 63 бораца, командир Милан Симовић Зека, политички комесар Жарко Вукотић

### Пети (шумадијски) батаљон
- командант Милан Илић — Чича шумадијски, народни херој
- политички комесар Драган Павловић Шиља, народни херој
- јачина: три чете — 171 борац. Пети шумадијски батаљон сачињавали су борци Првог шумадијског НОП одреда и борци Ужичке чете Ужичког НОП одреда.
- Прва чета — јачина 71 борац, командир Вељко Томић, политички комесар Константин Ђукић Којица
- Друга чета — јачина 38 бораца, командир Божидар Радивојевић Херцеговац, политички комесар Станко Џингалашевић
- Трећа чета — јачина 60 бораца, командир Никола Љубичић, народни херој, политички комесар Милета Миловановић

### Шести (београдски) батаљон
- командант Миладин Ивановић
- политички комесар Чедомир Миндеровић
- јачина: четири чете — 207 бораца. Београдски батаљон сачињавали су борци Првог и Другог (Београдског) батаљона и Посавске чете Посавског НОП одреда. Ови борци су накнадно ступили у Прву пролетерску бригаду, Посавска чета је ступила 6. јануара, а Први и Други батаљон 13. јануара 1942. године.
- Прва чета — јачина 51 борац, командир Душан Шајатовић, политички комесар Душан Ђорђевић Корошец
- Друга чета — јачина 46 бораца, командир Павле Илић Вељко, политички комесар Миша Штерк
- Трећа чета — јачина 48 бораца, командир Синиша Николајевић, народни херој, политички комесар Добривоје Пешић
- Четврта (посавска) чета — јачина 55 бораца, командир Момчило Вукосављевић Мома, политички комесар Иван Штагљар

## Командни састав бригаде
- Команданти бригаде:
  - под комадом Врховног штаба — од формирања бригаде до јануара 1942.
  - Коча Поповић — од јануара до новембра 1942.
  - Данило Лекић Шпанац — од новембра 1942. до јула 1943.
  - Милоје Милојевић (в.д) — током јула и августа 1943.
  - Божо Божовић — од августа 1943. до фебруара 1944.
  - Јагош Жарић — од фебруара 1944. до краја рата
- Политички комесари бригаде:
  - Филип Кљајић Фића — од формирања бригаде до новембра 1942.
  - Мијалко Тодоровић — од новембра 1942. до августа 1943.
  - Владо Шћекић — од августа 1943. до краја 1943.
  - Душан Кораћ — од краја 1943. до фебруара 1944.
  - Мирко Јовановић — од фебруара до новембра 1944.
  - Комнен Жугић — од новембра 1944. до краја рата
- Заменици команданта бригаде:
  - Данило Лекић Шпанац — од априла до новембра 1942.
  - Милоје Милојевић — од новембра 1942. до августа 1943.
  - Саво Машковић — од фебруара до августа 1944.
  - Војо Абрамовић — од августа 1944. до краја рата
- Заменици политичког комесара бригаде:
  - Мијалко Тодоровић — од јануара до новембра 1942.
  - Душан Кораћ — од новембра 1942. до краја 1943.
  - Комнен Жугић — од краја 1943. до новембра 1944.

## Народни хероји Прве пролетерске бригаде
Од око 22.000 бораца колико је, за три и по године рата, прошло кроз редове Прве пролетерске ударне бригаде њих 83 проглашено је за народне хероје. Неки од њих су:
1. Милан Антончић Велебит
2. Крсто Бајић
3. Хамид Беширевић
4. Анте Билобрк
5. Милош Бобичић
6. Драгољуб Божовић Жућа
7. Божо Божовић
8. Никола Бубало
9. Саво Бурић
10. Раде Вилотијевић Вића
11. Димитрије Војводић
12. Ђоко Војводић
13. Јован Вучковић
14. Милош Вучковић
15. Ђуро Вујовић
16. Шпиро Вујовић
17. Богдан Вујошевић
18. Душан Вујошевић
19. Јован Вукановић
20. Радован Вукановић
21. Ђоко Вукићевић
22. Радован Гардашевић
23. Војислав Грујић
24. Бошко Дедејић Поп
25. Ђура Димитријевић
26. Спасоје Драговић
27. Момчило Дугалић
28. Љубомир Живковић Шпанац
29. Живко Живковић
30. Комнен Жугић
31. Винко Зевник
32. Вујадин Зоговић
33. Вуксан Ђукић
34. Милан Илић Чича
35. Павле Јакшић
36. Здравко Јовановић
37. Мирко Јовановић
38. Олга Јовичић Рита
39. Јово Капичић
40. Филип Кљајић Фића
41. Милош Коматина
42. Душан Кораћ
43. Данило Лекић Шпанац
44. Ристо Лекић
45. Ђуро Лончаревић
46. Шериф Лојо
47. Никола Љубичић
48. Радоје Љубичић
49. Живан Маричић
50. Војо Масловарић
51. Саво Машковић
52. Милоје Милојевић
53. Даница Милосављевић
54. Милосав Милосављевић
55. Радисав Раја Недељковић
56. Гојко Николиш
57. Синиша Николајевић
58. Мирко Нововић
59. Драган Павловић Шиља
60. Радован Петровић
61. Блажо Попивода
62. Коча Поповић
63. Петар Прља
64. Петар Радевић
65. Воја Радић
66. Јован Радуловић Јово
67. Милан Распоповић
68. Анте Раштегорац
69. Владимир Роловић
70. Милан Симовић
71. Марко Станишић
72. Момчило Мома Станојловић
73. Мијалко Тодоровић
74. Перо Ћетковић
75. Миодраг Урошевић Артем
76. Милан Шарац
77. Владимир Шћекић

## Наслеђе
- Прва борба бригаде, код села Гаочића и Миоча, 22. децембар 1941. године, некада се славила као дан Југословенске народне армије.
- Улица пролетерских бригада у Београду, којом су се делови Прве пролетерске бригаде пробијали приликом ослобођења Београда[1], од 1997. године се зове Крунска улица.
- Основна школа „Стари Град”[2] у Београду на истоименој општини је од оснивања 1961. до 1993. носила име „Прва пролетерска бригада”.
  - Оснивач је била Скупштина општине Стари Град, а кум Удружење бораца Прве пролетерске бригаде — Београдска секција. Шест ратних батаљона прве пролетерске бригаде, тада добија седми — мирнодопски батаљон пионира нове школе.
  - Школа добија назив „Прва пролетерска бригада”, а пионирски одред „Седми батаљон Прве пролетерске бригаде”. Лице школе симболично озелењава седам платана, а пионирски одред стасава под заставом са лентом добијеном од бораца као знамен. Школа је сарађивала са касарном „4. јули”, која је неговала традицију ратне Прве пролетерске бригаде, а свечано и репрезентативно обележаван је Дан школе и Прве пролетерске бригаде, Дан ЈНА 22. децембар.
- Данас се у Рудом некадашња улица Прве пролетерске бригаде зове улица ђенерала Драже.
- У Рудом постоји Музеј Прве пролетерске бригаде у Рудом.